# Быстрицкий, Юрий Владимирович
Ю́рий Влади́мирович Быстри́цкий (род. 31 июля 1944, Москва, СССР) — советский футболист, советский и российский тренер. Заслуженный тренер России.
С 1988 года тренирует женские команды. В 1994—2008 годах — главный тренер женской сборной России.

## Карьера
Воспитанник московского «Спартака», начал карьеру в дубле красно-белых. Возглавивший в 1965 г. орловский «Спартак» Константин Матвеевич Рязанцев пригласил молодого «спартаковца», который провёл в команде два года. В 1967 году Рязанцев, возглавивший кишинёвскую «Молдову», пригласил Быстрицкого в свою команду.